# 隆背麗眼鯛
隆背麗眼鯛為輻鰭魚綱鱸形目鱸亞目鯛科的其中一種，分布於西印度洋區，從莫三比克、馬達加斯加至南非海域，棲息深度10-100公尺，體長可達85公分，棲息在沿海海域，屬肉食性，以軟體動物、甲殼類、蠕蟲等為食，可做為食用魚。